# Lerodes fulgurita
Lerodes fulgurita är en fjärilsart som beskrevs av Max Saalmüller 1880. Lerodes fulgurita ingår i släktet Lerodes och familjen ädelspinnare. Inga underarter finns listade i Catalogue of Life.